# Willa „Podgórze” w Nałęczowie
Willa „Podgórze” w Nałęczowie – drewniana willa o nazwie Podgórze, wzniesiona w latach 1882–1885 w stylu szwajcarskim w Nałęczowie.
W 1984 willę wraz z oficyną, ogrodem, ustępem i ogrodzeniem z bramą  wpisano do rejestru zabytków.